# 親日反民族行為者財產國家歸屬相關特別法
親日反民族行為者財產國家歸屬相關特別法（：／），為大韩民国法律。2005年由开放国民党提出，12月8日通過，並於12月29日公布。

## 目的
此法目的在於「將曾於日本帝國主義殖民統治時協力、並打壓我民族之反民族行為者當時之蓄財盡歸國家所有，以具現正義並提升民族精神。」（第一條、目的）

## 背景
1905年，因《乙巳條約》的簽訂，朝鮮半島實際上成為日本的殖民地。1910年8月日本迫使韩国政府同之签定《日韩合并条约》，朝鮮半島正式成為日本的殖民地。
一直到第二次世界大戰日本戰敗，1945年日本投降後，朝鮮半島的主權才又回到朝鮮民族手中。1948年8月，大韩民国在朝鮮半島南部成立；1948年9月，朝鲜民主主义人民共和国在朝鮮半島北部成立。而在二戰後成立、于1949年解散的“反民族行為特別調查委員會”並未妥當的處理“親日派”因親日而獲得的財產，一直為韓國人民所不滿。
2005年12月8日，《親日反民族行為者財產國家歸屬相關特別法》通過，並於同年12月29日公佈。
2006年8月18日，根據《親日反民族行為者財產國家歸屬相關特別法》，“親日反民族行為者財產調查委員會”在韓國首都首爾成立，首任委員長是金昌國。距1949年解散的“反民族行為特別調查委員會”57年。

## 親日反民族行為者
親日反民族行為者是指:
1. 在1905年《乙巳五條約》，1907年《丁未七條約》及1910年簽訂《韓日合併條約》中立功並獲得相應地位的朝鮮民族。
2. 在朝鮮日治時期當過日本國會議員、參與朝鮮總督府中樞院事務的人。
3. 殺害獨立運動人士者。

## 親日反民族行為者財產調查委員會
“親日反民族行為者財產調查委員會”是屬於韓國的泛政府機構，直屬韓國總統領導。於2006年8月18日在首爾根據《親日反民族行為者財產歸屬特別法》成立。其有效存在時間為4年，視情況可延長2年。
首任委員長金昌國。委員會由104人組成，委員來自:
1. 韓國法務部、警察廳、監查院等11個政府部門的公務員。
2. 大學教授。
3. 律師

## 委員會運作狀況
2006年8月18日，委員會成立，首任委員長金昌國於成立儀式上發表演說聲稱:“韓國調查和清理“親日派”的財產是為了振奮民族精神，體現社會正義。”
委員會並聲稱決定先對400多名親日派後人的財產進行清理和處置。

## 爭議
有論者認為，根據韓國憲法第十三條的“不溯及既往原則”，此法被置疑有違憲、侵害人權之處。
因不少韓國戰後有力政商人士都是繼承戰前地位或受戰後日本扶持，有論者置疑，此法的運作有利用民粹操作打擊政敵和傷害日韓關係之嫌。
由於此法執行時有追訴親日反民族行為者後人的財產，此法被置疑其有“連坐抄家”之嫌。